# Miklóirtás község
Miklóirtás község (románul: Comuna Lăzăreni) község Bihar megyében, Romániában. Központja Miklóirtás, beosztott falvai Hosszúliget, Kiskáránd, Magyargyepes, Méhelő, Nagykáránd, Oláhgyepes, Pusztabikács.

## Népessége
A 2011-es népszámlálás adatai alapján a község népessége 3233 fő volt.